# Silvașu de Sus, Hunedoara
Silvașu de Sus este un sat ce aparține orașului Hațeg din județul Hunedoara, Transilvania, România.

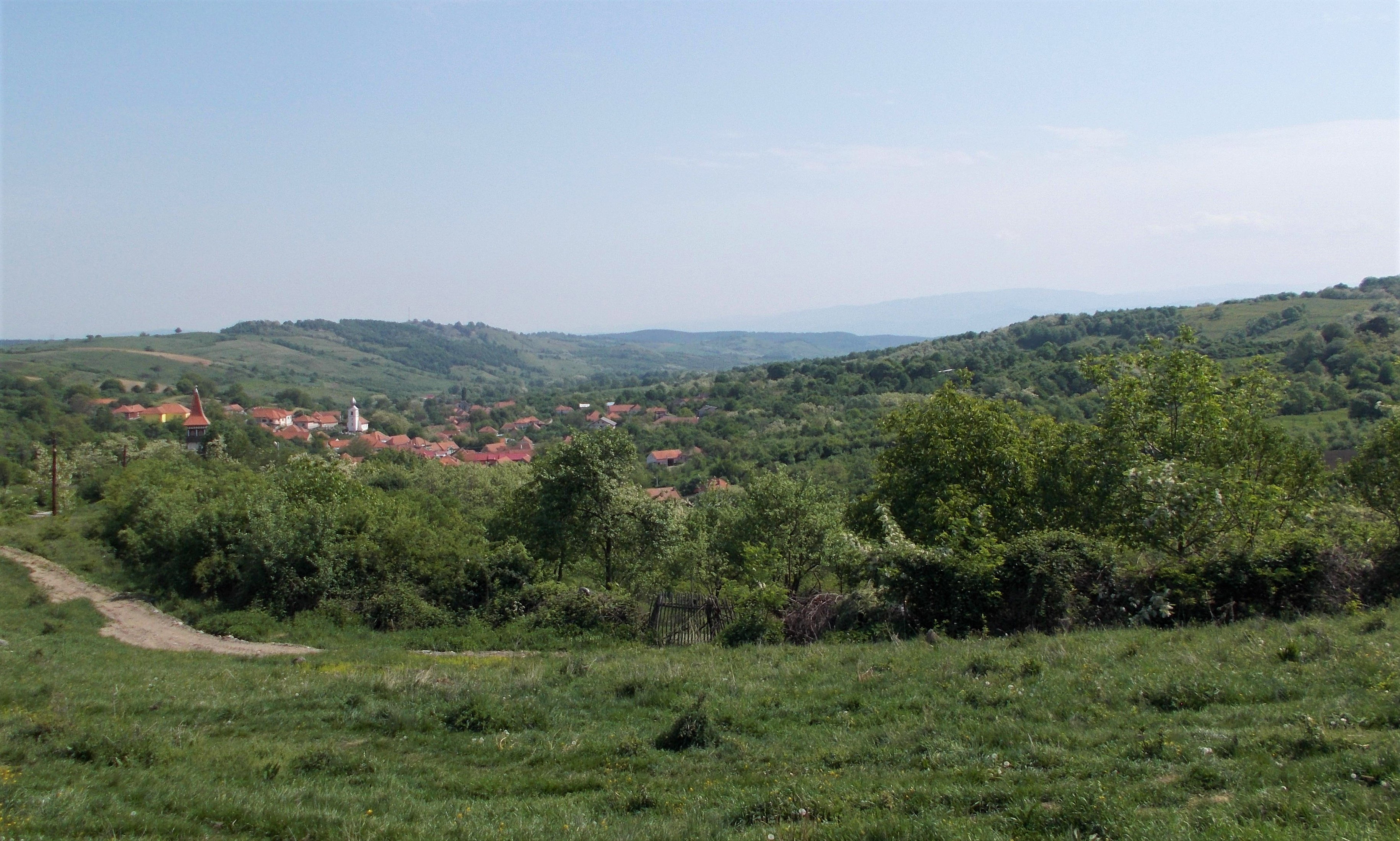
Silvașu de Sus

## Mănăstiri
Pe teritoriul acestei localități se găsește Mănăstirea Prislop. 
În afară de aceasta, a mai existat aici o mănăstire: „la Râu de Mori - Suseni nominatum cujus rudera dumtaxat visuntur".

## Galerie de imagini

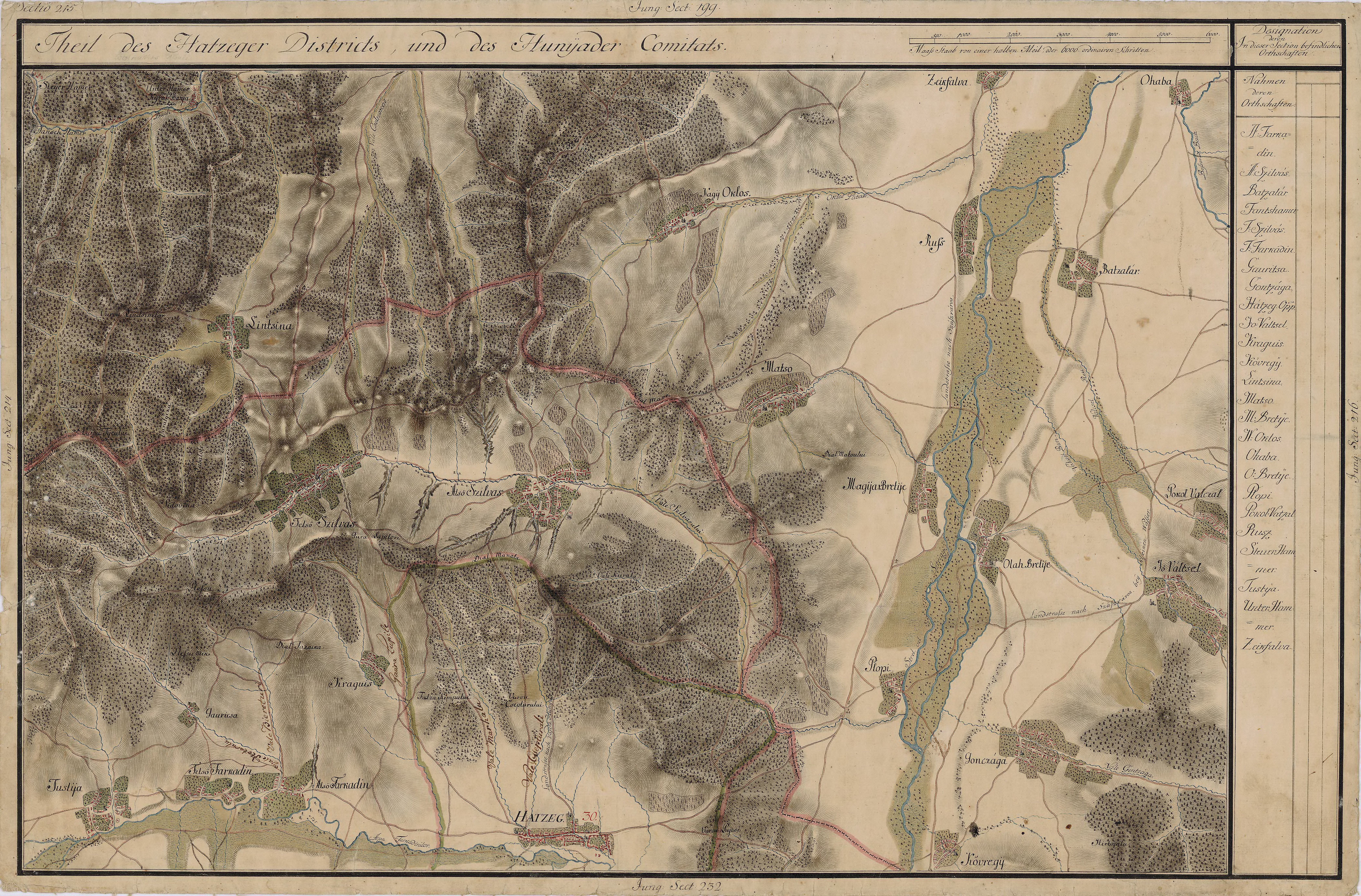
Silvașu de Sus pe Harta Iosefină a Transilvaniei, 1769-1773
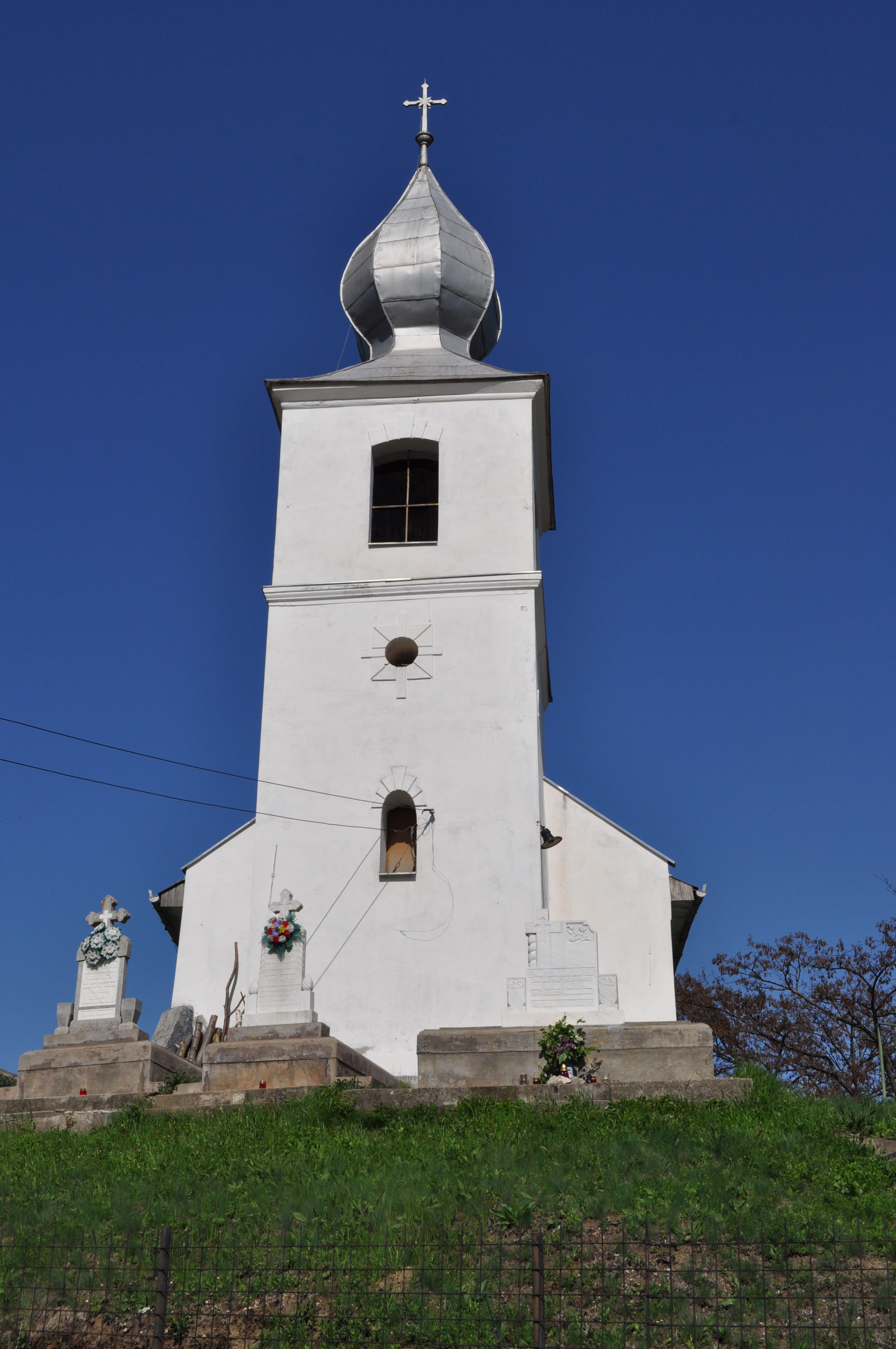
Biserica „Pogorârea Duhului Sfânt” (sec.XVII)
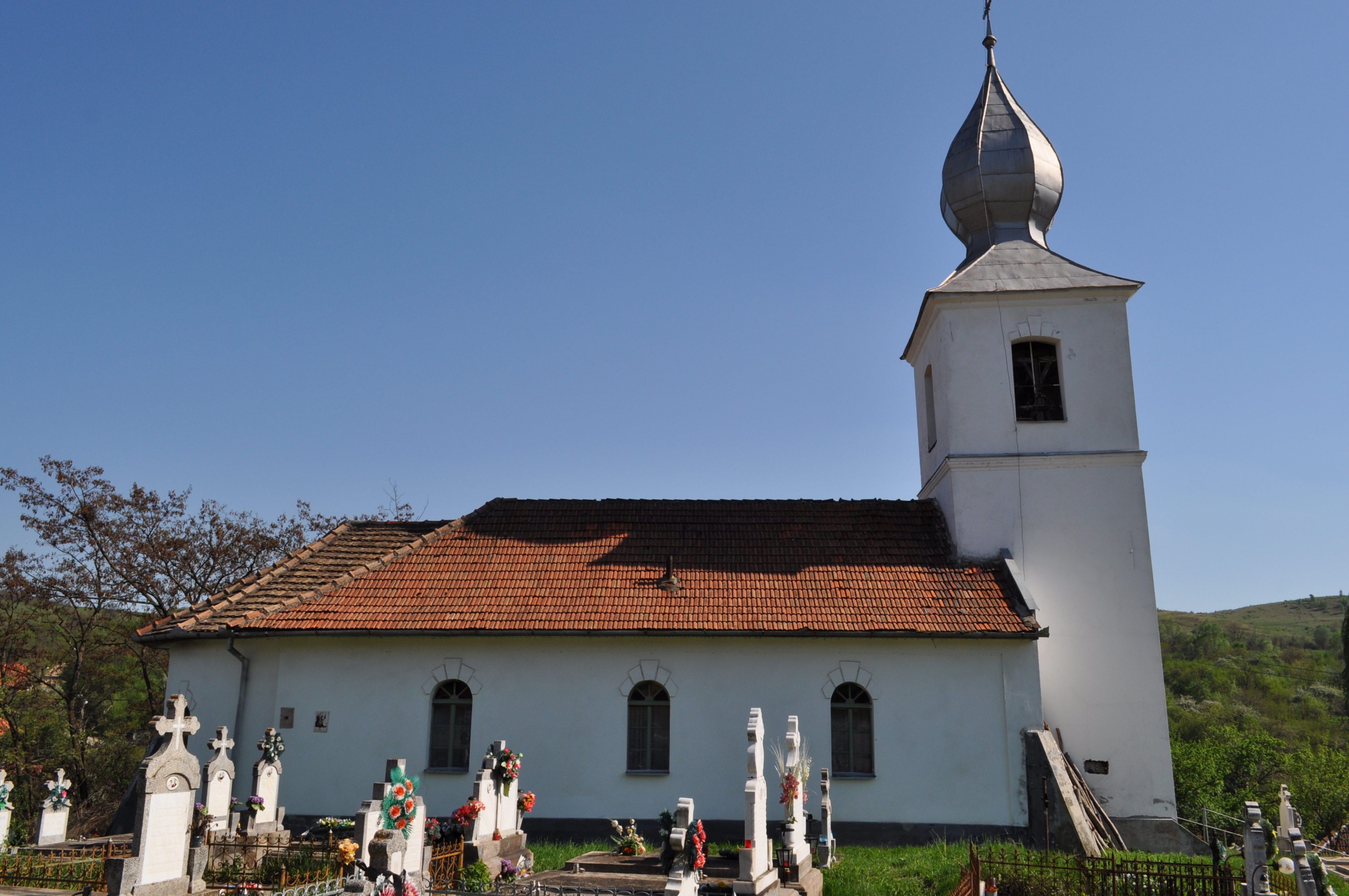
Biserica „Pogorârea Duhului Sfânt” (sec.XVII)
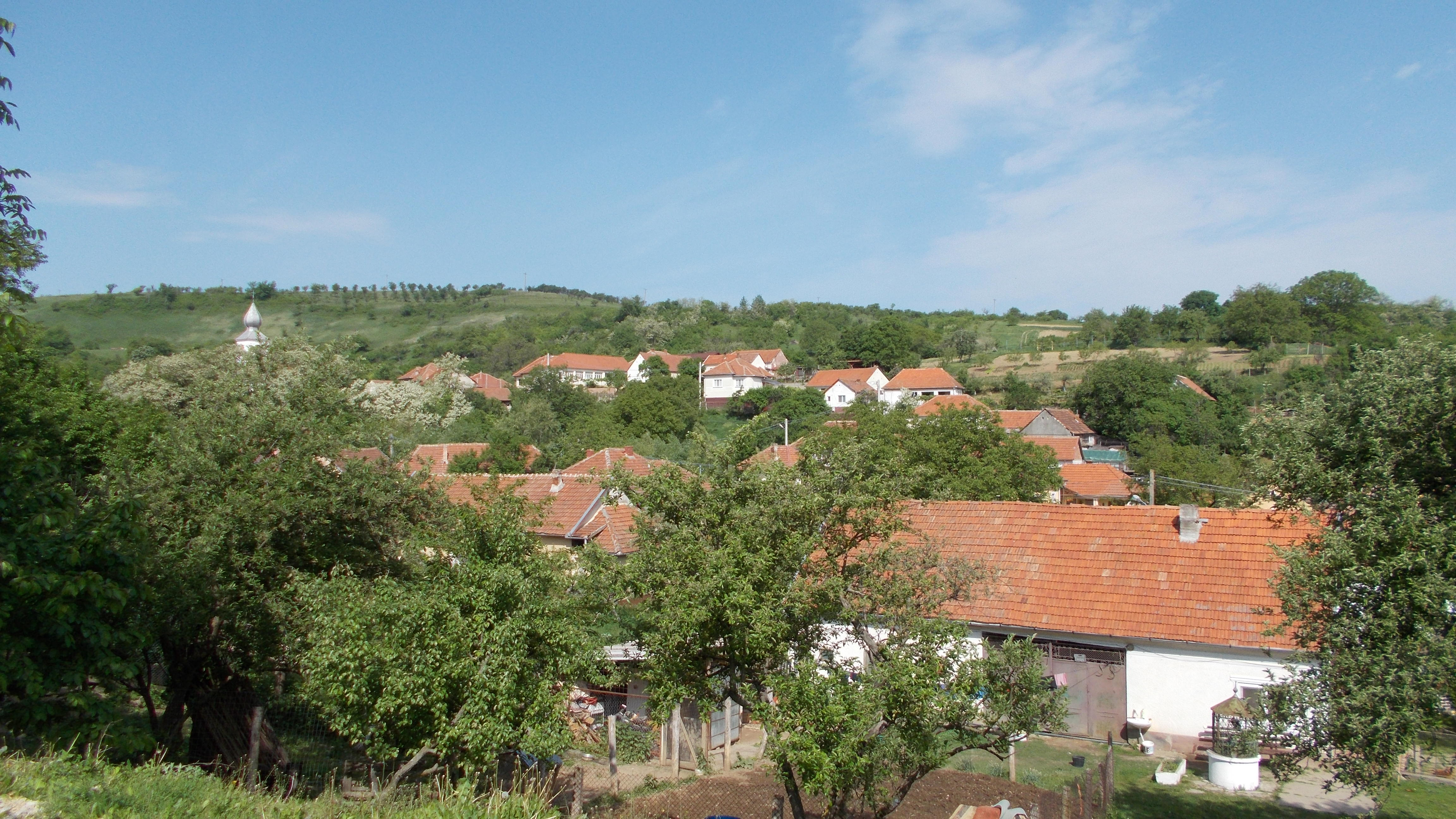
Imagine din sat

## Personalități
- Antoniu Para (1885 - 1950), deputat în Marea Adunare Națională de la Alba Iulia 1918